# Reteporella reticulata
Reteporella reticulata is een mosdiertjessoort uit de familie van de Phidoloporidae. De wetenschappelijke naam van de soort is voor het eerst geldig gepubliceerd in 1967 door Powell.